# 마르쿠스 아우렐리우스 신전
마르쿠스 아우렐리우스 신전은 아들인 콤모두스로부터 신격화를 받은 로마 황제 마르쿠스 아우렐리우스에 헌정된 로마의  신전이다.  이 신전은 고고학적 흔적이 남아있는 것은 없으나, 현재 콜론나 광장의 베데킨트 궁전에 서 있는 마르쿠스 아우렐리우스 원주 바로 서쪽에 있었을 것으로 본다. 이 신전과 마르쿠스 아우렐리우스 원주를 주변으로 둘러싼 포르티쿠스가 있었을 것이다.

## 참고 문헌
- Petersen, Domaszewski and Calderini, Die Marcussäule auf piazza Colonna, Munich 1896
- 틀:Platner - Column of Marcus Aurelius